# جی‌جی پراجکت
جی‌جی پراجکت (کره‌ای: JJ 프로젝트؛ انگلیسی: JJ Project) یک گروه موسیقی دونفره کره جنوبی شامل جی بی و جین‌یونگ است. این گروه توسط جی‌وای‌پی انترتینمنت تشکیل شد و در مه ۲۰۱۲ نخستین تک‌آهنگ خود را با نام «Bounce» منتشر کرد. این دو بعداً در ژانویه ۲۰۱۴ به عنوان عضو گروه گات‌سون فعالیتشان را آغاز کردند.